# Tornei di tennis maschili nel 1892
Prima della nascita della cosiddetta "Era Open" del tennis, ossia l'apertura ai tennisti professionisti degli eventi più importanti, tutti i tornei erano riservati ad atleti dilettanti. Nel 1892 tutti i tornei erano amatoriali, tra questi c'erano i tornei del Grande Slam: il Campionato francese di tennis, il Torneo di Wimbledon, e gli U.S. National Championships.

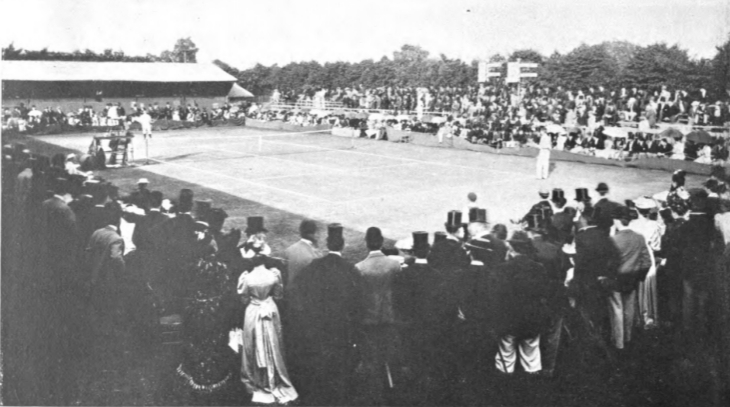
Immagine della finale del torneo preliminare di Wimbledon tra Pim e Lewis

Nel 1892 venne disputata la 16ª edizione del Torneo di Wimbledon questo vide la seconda vittoria (su un totale di 3 in carriera) di Wilfred Baddeley che sconfisse nel challenge round il britannico Joshua Pim per 4–6, 6–3, 6–3, 6–2. Pim aveva battuto Ernest Wool Lewis nella finale del torneo preliminare per 2–6, 5–7, 9–7, 6–3, 6–2 prima di accedere al challenge round. Nella 7ª edizione del doppio maschile Ernest Lewis e Harry Barlow conquistarono il trofeo battendo nel challenge round i detentori del titolo Wilfred ed Herbert Baddeley per 4-6, 6-2, 8-6, 6-4.
Nel 1892 venne disputata anche la 12ª edizione dell'Irish Championships dove s'impose il britannico Ernest Renshaw che sconfisse in finale Ernest Lewis per 1-6 6-4 6-3 6-3. Nello U.S. National Championships, (oggi conosciuto come US Open) tenutosi sui campi in erba del Newport Casino di Newport negli Stati Uniti nel singolare maschile s'impose lo statunitense Oliver Campbell, che sconfisse il connazionale Frederick Hovey in 4 set col punteggio di 7-5 3-6 6-3 7-5. Oltre al torneo di singolare maschile si disputò anche il torneo di doppio: qui s'imposero Oliver Campbell e Bob Huntington che sconfissero i detentori del titolo Valentine ed Edward Hall per 6-4, 6-2, 4-6, 6-3.
Nel New South Wales Championships di Sydney ad imporsi nel singolare maschile fu l'australiano Dudley Webb che in finale sconfisse il connazionale Ben Green col punteggio di 6-4, 2-6, 5-7, 10-8, 9-7.
Nel British Covered Court Championships di Londra, uno dei primi tornei della storia ad essere disputato su campi indoor, nel caso particolare nel sul parquet, s'impose, nel singolare maschile, il detentore del titolo Ernest George Meers che nel challenge round sconfisse Ernest Lewis per 6-3 3-6 6-1 6-2.
Nel Campionato francese di tennis (oggi conosciuto come Open di Francia o Roland Garros) il francese Jean Schopfer si impose nel torneo del singolare maschile battendo in finale il britannico Francis Louis Fassitt per 6-2, 1-6, 6-2. Nelle prime edizione questo torneo era riservato solo ai residenti in Francia o comunque a quei giocatori non francesi che fossero affiliati ad un club transalpino. Solo nel 1925 il torneo sarebbe stato aperto anche agli stranieri.

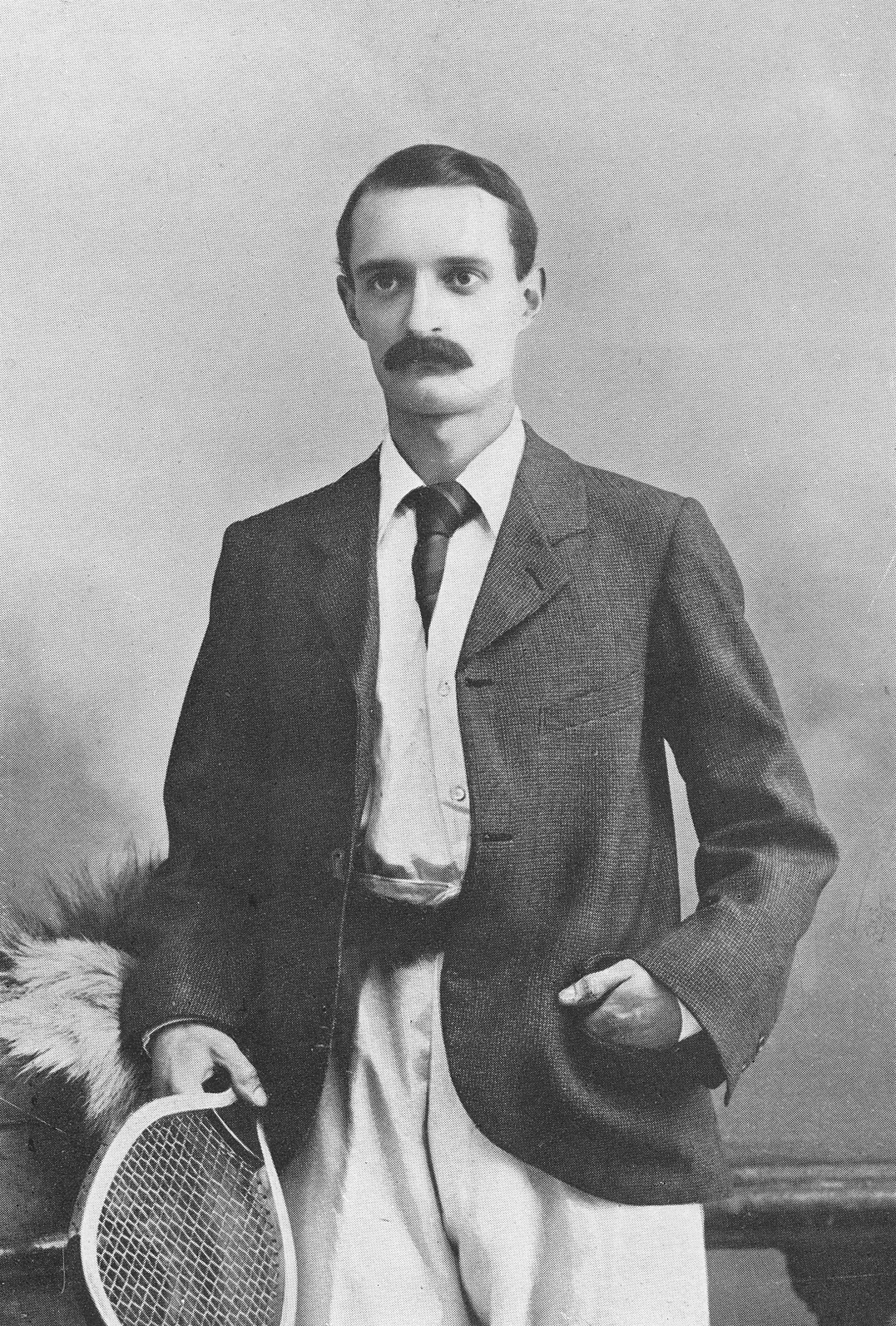
Immagine di Wilfred Baddeley che nel 1892 vinse il suo secondo titolo dei tre vinti ai Championships

## Calendario

### Gennaio
Nessun evento

### Febbraio
Nessun evento

### Marzo
| Settimana | Torneo                                                                     | Vincitore                | Finalista                     | Semifinalisti                  | Eliminati ai quarti |
| --------- | -------------------------------------------------------------------------- | ------------------------ | ----------------------------- | ------------------------------ | ------------------- |
| 5 marzo   | South Australian Championships 1892 Adelaide, Australia Singolare - Doppio | John Richard Baker 14-12 | Leo Kaines Frank Raymond Hone | Garton Maxwell Hone H. E. Hill | Robert George Bowen |
| 5 marzo   | South Australian Championships 1892 Adelaide, Australia Singolare - Doppio |                          |                               | Garton Maxwell Hone H. E. Hill | Robert George Bowen |

### Aprile
| Settimana | Torneo                                                                            | Vincitore                           | Finalista    | Semifinalisti | Eliminati ai quarti |
| --------- | --------------------------------------------------------------------------------- | ----------------------------------- | ------------ | ------------- | ------------------- |
| Aprile    | British Covered Court Championships 1892 Londra, Gran Bretagna Singolare - Doppio | Ernest George Meers 6-3 3-6 6-1 6-2 | Ernest Lewis |               |                     |
| Aprile    | British Covered Court Championships 1892 Londra, Gran Bretagna Singolare - Doppio |                                     |              |               |                     |

### Maggio
| Settimana | Torneo                                                                  | Vincitore                                  | Finalista    | Semifinalisti                      | Eliminati ai quarti                                                    |
| --------- | ----------------------------------------------------------------------- | ------------------------------------------ | ------------ | ---------------------------------- | ---------------------------------------------------------------------- |
| 15 maggio | New South Wales Championships 1892 Sydney, Australia Singolare - Doppio | Dudley Webb 6-4, 2-6, 5-7, 10-8, 9-7       | Ben Green    | Alfred H. Huntley R. D. Fitzgerald | Percy Brereton Colquhoun Mr. Leibuss William George Balfour Mr. A. Lee |
| 15 maggio | New South Wales Championships 1892 Sydney, Australia Singolare - Doppio |                                            |              | Alfred H. Huntley R. D. Fitzgerald | Percy Brereton Colquhoun Mr. Leibuss William George Balfour Mr. A. Lee |
| 29 maggio | Irish Championships 1892 Dublino, Irlanda Singolare - Doppio            | Ernest Renshaw 1-6 6-4 6-3 6-3             | Ernest Lewis |                                    |                                                                        |
| 29 maggio | Irish Championships 1892 Dublino, Irlanda Singolare - Doppio            |                                            |              |                                    |                                                                        |
| 30 maggio | Southern Championships 1892 Washington, USA Singolare - Doppio          | Edward Ludlow Hall Jr. 4-6 6-2 6-0 2-6 6-0 | A.E. Wright  |                                    |                                                                        |
| 30 maggio | Southern Championships 1892 Washington, USA Singolare - Doppio          |                                            |              |                                    |                                                                        |

### Giugno
| Settimana | Torneo                                                                        | Vincitore                        | Finalista                       | Semifinalisti | Eliminati ai quarti |
| --------- | ----------------------------------------------------------------------------- | -------------------------------- | ------------------------------- | ------------- | ------------------- |
| 9 giugno  | Welsh Championships 1892 Newport, Gran Bretagna Singolare - Doppio            | Harry Barlow 6-4 6-3 6-2         | Kenneth Ramsden Marley          |               |                     |
| 9 giugno  | Welsh Championships 1892 Newport, Gran Bretagna Singolare - Doppio            |                                  |                                 |               |                     |
| 12 giugno | South African Championships 1892 Città del Capo, Sudafrica Singolare - Doppio | Lionel Richardson                | R. Davis                        |               |                     |
| 12 giugno | South African Championships 1892 Città del Capo, Sudafrica Singolare - Doppio |                                  |                                 |               |                     |
| 13 giugno | Scottish Championships 1892 Edimburgo, Gran Bretagna Singolare - Doppio       | Arthur Gore 6-3 6-2 5-7 4-6 6-4  | Richard Millar Watson           |               |                     |
| 13 giugno | Scottish Championships 1892 Edimburgo, Gran Bretagna Singolare - Doppio       |                                  |                                 |               |                     |
| 16 giugno | New England Championships 1892 New Haven, USA Singolare - Doppio              | Edward Ludlow Hall 7-5 6-3       | L.R. Parker                     |               |                     |
| 16 giugno | New England Championships 1892 New Haven, USA Singolare - Doppio              |                                  |                                 |               |                     |
| 18 giugno | Northern Championships 1892 Liverpool, Gran Bretagna Singolare - Doppio       | Joshua Pim 4-6 6-1 6-4 6-4       | Harry Barlow                    |               |                     |
| 18 giugno | Northern Championships 1892 Liverpool, Gran Bretagna Singolare - Doppio       |                                  |                                 |               |                     |
| 25 giugno | Kent Championships 1892 Beckenham, Gran Bretagna Singolare - Doppio           | Harry Barlow 4-6 2-6 8-6 6-2 6-3 | Ernest George Meers             |               |                     |
| 25 giugno | Kent Championships 1892 Beckenham, Gran Bretagna Singolare - Doppio           |                                  |                                 |               |                     |
| 26 giugno | Campionato francese di tennis 1892 Parigi, Francia Singolare - Doppio         | Jean Schopfer 6-2, 1-6, 6-2      | Francis Louis Fassitt           |               |                     |
| 26 giugno | Campionato francese di tennis 1892 Parigi, Francia Singolare - Doppio         | J. Havet Diaz Albertini          | Cucheval-Clarigny G. de Candamo |               |                     |

### Luglio
| Settimana | Torneo                                                                                  | Vincitore                                 | Finalista                         | Semifinalisti | Eliminati ai quarti |
| --------- | --------------------------------------------------------------------------------------- | ----------------------------------------- | --------------------------------- | ------------- | ------------------- |
| 2 luglio  | Middle States Championships 1892 Mountain Station, USA Singolare - Doppio               | Richard Stevens 6-3 6-3 6-1               | Charles Sands                     |               |                     |
| 2 luglio  | Middle States Championships 1892 Mountain Station, USA Singolare - Doppio               |                                           |                                   |               |                     |
| 4 luglio  | Pacific Coast Championships 1892 San Rafael, USA Singolare - Doppio                     | William H. Taylor 6-3 6-3 4-6 6-8 6-3     | Charles Parker Hubbard            |               |                     |
| 4 luglio  | Pacific Coast Championships 1892 San Rafael, USA Singolare - Doppio                     |                                           |                                   |               |                     |
| 4 luglio  | Torneo di Wimbledon 1892 Londra, Gran Bretagna Singolare - Doppio                       | Wilfred Baddeley 4-6 6-3 6-3 6-2          | Joshua Pim                        |               |                     |
| 4 luglio  | Torneo di Wimbledon 1892 Londra, Gran Bretagna Singolare - Doppio                       | Ernest Lewis Harry Barlow 4-6 6-2 8-6 6-4 | Wilfred Baddeley Herbert Baddeley |               |                     |
| 16 luglio | Queen's Club Championships 1892 Londra, Gran Bretagna Singolare - Doppio                | Ernest Lewis 6-4 6-4 3-6 4-6 6-1          | Joshua Pim                        |               |                     |
| 16 luglio | Queen's Club Championships 1892 Londra, Gran Bretagna Singolare - Doppio                |                                           |                                   |               |                     |
| 16 luglio | Western Championships 1892 Chicago, USA Singolare - Doppio                              | Samuel Thompson Chase 6-4 6-4             | John A. Ryerson                   |               |                     |
| 16 luglio | Western Championships 1892 Chicago, USA Singolare - Doppio                              |                                           |                                   |               |                     |
| 23 luglio | Middlesex Championships 1892 Chiswick Park, Gran Bretagna Singolare - Doppio            | Ernest Lewis 6-3 6-4 6-2                  | Ernest George Meers               |               |                     |
| 23 luglio | Middlesex Championships 1892 Chiswick Park, Gran Bretagna Singolare - Doppio            |                                           |                                   |               |                     |
| 23 luglio | Longwood Bowl 1892 Boston, USA Singolare - Doppio                                       | Frederick Hovey 8-6 3-6 6-1 7-5           | Malcolm G. Chace                  |               |                     |
| 23 luglio | Longwood Bowl 1892 Boston, USA Singolare - Doppio                                       |                                           |                                   |               |                     |
| 27 luglio | Northwestern Championships 1892 Minnetonka, USA Singolare - Doppio                      | Victor M. Elting 6-1 6-4 6-3              | George K. Belden                  |               |                     |
| 27 luglio | Northwestern Championships 1892 Minnetonka, USA Singolare - Doppio                      |                                           |                                   |               |                     |
| 30 luglio | Northumberland Championships 1892 Newcastle upon Tyne, Gran Bretagna Singolare - Doppio | Thomas Chaytor 6-0 10-8 6-2               | Harold Mahony                     |               |                     |
| 30 luglio | Northumberland Championships 1892 Newcastle upon Tyne, Gran Bretagna Singolare - Doppio |                                           |                                   |               |                     |

### Agosto
| Settimana | Torneo                                                                            | Vincitore                                      | Finalista                  | Semifinalisti | Eliminati ai quarti |
| --------- | --------------------------------------------------------------------------------- | ---------------------------------------------- | -------------------------- | ------------- | ------------------- |
| agosto    | German Championships 1892 Amburgo, Germania Singolare - Doppio                    | Walter Bonne 6-3 6-2                           | R.A. Leers                 |               |                     |
| agosto    | German Championships 1892 Amburgo, Germania Singolare - Doppio                    |                                                |                            |               |                     |
| 10 agosto | Essex Championships 1892 Colchester, Gran Bretagna Singolare - Doppio             | H. Knox 4-6 6-3 6-3                            | Cecil Edgar Owen           |               |                     |
| 10 agosto | Essex Championships 1892 Colchester, Gran Bretagna Singolare - Doppio             |                                                |                            |               |                     |
| 13 agosto | Derbyshire Championships 1892 Buxton, Gran Bretagna Singolare - Doppio            | David Chaytor walkover                         | Thomas Chaytor             |               |                     |
| 13 agosto | Derbyshire Championships 1892 Buxton, Gran Bretagna Singolare - Doppio            |                                                |                            |               |                     |
| 13 agosto | Queensland Championships 1892 Brisbane, Australia Singolare - Doppio              | Peter Balderston MacGregor 8-10 6-4 6-3 6-4    | Ernest John Gilligan       |               |                     |
| 13 agosto | Queensland Championships 1892 Brisbane, Australia Singolare - Doppio              |                                                |                            |               |                     |
| 20 agosto | North of England Championships 1892 Scarborough, Gran Bretagna Singolare - Doppio | Harry Barlow 5-7 6-1 6-2 6-1                   | David Grainger Chaytor     |               |                     |
| 20 agosto | North of England Championships 1892 Scarborough, Gran Bretagna Singolare - Doppio |                                                |                            |               |                     |
| 31 agosto | U.S. National Championships 1892 Newport, USA Singolare - Doppio                  | Oliver Campbell 7-5 3-6 6-3 7-5                | Frederick Hovey            |               |                     |
| 31 agosto | U.S. National Championships 1892 Newport, USA Singolare - Doppio                  | Oliver Campbell Bob Huntington 6-4 6-2 4-6 6-3 | Valentine Hall Edward Hall |               |                     |

### Settembre
| Settimana    | Torneo                                                                           | Vincitore                        | Finalista         | Semifinalisti | Eliminati ai quarti |
| ------------ | -------------------------------------------------------------------------------- | -------------------------------- | ----------------- | ------------- | ------------------- |
| 10 settembre | South of England Championships 1892 Eastbourne, Gran Bretagna Singolare - Doppio | Harry Barlow 7-5 2-6 3-6 6-3 6-3 | Wilberforce Eaves |               |                     |
| 10 settembre | South of England Championships 1892 Eastbourne, Gran Bretagna Singolare - Doppio |                                  |                   |               |                     |

### Ottobre
| Settimana  | Torneo                                                                      | Vincitore                            | Finalista                  | Semifinalisti | Eliminati ai quarti |
| ---------- | --------------------------------------------------------------------------- | ------------------------------------ | -------------------------- | ------------- | ------------------- |
| 4 ottobre  | National Collegiate Championships 1892 New Haven, USA Singolare - Doppio    | William Larned 3-6 6-3 6-4 4-6 7-5   | Malcolm G. Chace           |               |                     |
| 4 ottobre  | National Collegiate Championships 1892 New Haven, USA Singolare - Doppio    |                                      |                            |               |                     |
| 8 ottobre  | Metropolitan Championships 1892 Strathfield, Australia Singolare - Doppio   | Septimus Arthur Noble 6-2 3-6 6-0    | Frederick Bushby Wilkinson |               |                     |
| 8 ottobre  | Metropolitan Championships 1892 Strathfield, Australia Singolare - Doppio   |                                      |                            |               |                     |
| 24 ottobre | Southern California Championships 1892 Santa Monica, USA Singolare - Doppio | Robert Peyton Carter 6-3 2-6 6-1 6-4 | Arthur William Bumiller    |               |                     |
| 24 ottobre | Southern California Championships 1892 Santa Monica, USA Singolare - Doppio |                                      |                            |               |                     |

### Novembre
| Settimana   | Torneo                                                               | Vincitore                  | Finalista              | Semifinalisti | Eliminati ai quarti |
| ----------- | -------------------------------------------------------------------- | -------------------------- | ---------------------- | ------------- | ------------------- |
| 16 novembre | Victorian Championships 1892 Melbourne, Australia Singolare - Doppio | Ben Green 9-11 6-3 6-2 6-2 | William George Balfour |               |                     |
| 16 novembre | Victorian Championships 1892 Melbourne, Australia Singolare - Doppio |                            |                        |               |                     |

### Dicembre
| Settimana   | Torneo                                                                   | Vincitore                          | Finalista            | Semifinalisti | Eliminati ai quarti |
| ----------- | ------------------------------------------------------------------------ | ---------------------------------- | -------------------- | ------------- | ------------------- |
| 29 dicembre | New Zealand Championships 1892 Dunedin, Nuova Zelanda Singolare - Doppio | Minden Fenwick 1-6 7-5 9-7 3-6 6-4 | Richard Dacre Harman |               |                     |
| 29 dicembre | New Zealand Championships 1892 Dunedin, Nuova Zelanda Singolare - Doppio | R.D. Haman F. Wilding              |                      |               |                     |